# جورج براون (كرة سلة)
جورج براون (بالإنجليزية: George Brown)‏ مواليد 30 أكتوبر 1935، هو لاعب كرة سلة أمريكي سابق. بدأ مسيرته الاحترافية في سنة 1957. تم اختياره من قبل فريق لوس أنجلوس ليكرز خلال الدرافت. لعب في الرابطة الوطنية لكرة السلة. يبلغ طوله 6 قدم 6 بوصة (2.0 م). اعتزل اللعب في 1958.

## روابط خارجية
- جورج براون على موقع إن بي أي (الإنجليزية)
- جورج براون على موقع سبورتس رفرنس (الإنجليزية)
- جورج براون على موقع كلية كرة السلة في سبورتس رفرنس.كوم (الإنجليزية)
- جورج براون على موقع ريلجم (الإنجليزية)
- جورج براون على موقع بروبوليرز (الإنجليزية)